# Motorcross der Naties 2008
De 62e Motorcross der Naties werd gereden op 28 september 2008 op het circuit van Donington Park in Groot-Brittannië.
Van de meer dan dertig deelnemende landen mochten de twintig besten uit de kwalificaties deelnemen aan de finale. Elke ploeg bestond uit drie rijders: één in de MX1-klasse, één in de MX2-klasse, en één in de "Open" klasse, dus met vrije keuze van de motor. De wedstrijd bestond uit drie reeksen waarin telkens twee rijders per land uitkwamen: resp. MX1 en MX2, MX2 en Open, en MX1 en Open. De puntenstand per land was de som van de vijf beste plaatsen die de rijders in de reeksen behaalden; het slechtste resultaat werd geschrapt.
- Voor België bestond de ploeg uit Ken De Dycker (MX1), Jeremy Van Horebeek (MX2) en Steve Ramon (Open).
- Voor Nederland bestond de ploeg uit Marc de Reuver (MX1), Ceriel Klein Kromhof (MX2) en Herjan Brakke (Open).

## Uitslag Kwalificaties

### Kwalificatiereeks MX1
| 1  | James Stewart      | Verenigde Staten    |
| 2  | Sébastien Pourcel  | Frankrijk           |
| 3  | Ken De Dycker      | België              |
| 4  | David Philippaerts | Italië              |
| 5  | Tanel Leok         | Estland             |
| 6  | Maximilian Nagl    | Duitsland           |
| 7  | Billy Mackenzie    | Verenigd Koninkrijk |
| 8  | Marc de Reuver     | Nederland           |
| 9  | Joshua Coppins     | Nieuw-Zeeland       |
| 10 | Chad Reed          | Australië           |

### Kwalificatiereeks MX2
| 1   | Ryan Villopoto       | Verenigde Staten    |
| 2   | Brett Metcalfe       | Australië           |
| 3   | Anthony Boissière    | Frankrijk           |
| 4   | Tyla Rattray         | Zuid-Afrika         |
| 5   | Tommy Searle         | Verenigd Koninkrijk |
| 6   | Jeremy Van Horebeek  | België              |
| 7   | Carlos Campano       | Spanje              |
| 8   | Manuel Monni         | Italië              |
| 9   | Scott Columb         | Nieuw-Zeeland       |
| 10  | Matiss Karro         | Letland             |
| ... | ...                  | ...                 |
| 29  | Ceriel Klein Kromhof | Nederland           |

### Kwalificatiereeks Open
| 1   | Cody Cooper    | Nieuw-Zeeland       |
| 2   | Zach Osborne   | Puerto Rico         |
| 3   | Michael Byrne  | Australië           |
| 4   | Alex Salvini   | Italië              |
| 5   | Steve Ramon    | België              |
| 6   | Matti Seistola | Finland             |
| 7   | Shaun Simpson  | Verenigd Koninkrijk |
| 8   | Dusty Klatt    | Canada              |
| 9   | Tim Ferry      | Verenigde Staten    |
| 10  | Álvaro Lozano  | Spanje              |
| ... | ...            | ...                 |
| 19  | Herjan Brakke  | Nederland           |

## Uitslag Reeksen

### Eerste Reeks (MX1 + MX2)
| 1   | James Stewart        | Verenigde Staten    |
| 2   | Sébastien Pourcel    | Frankrijk           |
| 3   | David Philippaerts   | Italië              |
| 4   | Jonathan Barragán    | Spanje              |
| 5   | Julien Bill          | Zwitserland         |
| 6   | Billy Mackenzie      | Verenigd Koninkrijk |
| 7   | Joshua Coppins       | Nieuw-Zeeland       |
| 8   | Ken De Dycker        | België              |
| 9   | Tommy Searle         | Verenigd Koninkrijk |
| 10  | Ryan Villopoto       | Verenigde Staten    |
| ... | ...                  | ...                 |
| 16  | Jeremy Van Horebeek  | België              |
| ... | ...                  | ...                 |
| 29  | Ceriel Klein Kromhof | Nederland           |
| ... | ...                  | ...                 |
| 33  | Marc de Reuver       | Nederland           |

### Tweede reeks (MX2 + Open)
| 1   | Ryan Villopoto      | Verenigde Staten    |
| 2   | Steve Ramon         | België              |
| 3   | Tommy Searle        | Verenigd Koninkrijk |
| 4   | Cody Cooper         | Nieuw-Zeeland       |
| 5   | Alex Salvini        | Italië              |
| 6   | Zach Osborne        | Puerto Rico         |
| 7   | Nicolas Aubin       | Frankrijk           |
| 8   | Michael Byrne       | Australië           |
| 9   | Tim Ferry           | Verenigde Staten    |
| 10  | Brett Metcalfe      | Australië           |
| ... | ...                 | ...                 |
| 13  | Jeremy Van Horebeek | België              |
| ... | ...                 | ...                 |
| 27  | Herjan Brakke       | Nederland           |

### Derde Reeks  (MX1 + Open)
| 1   | Sébastien Pourcel | Frankrijk        |
| 2   | Tanel Leok        | Estland          |
| 3   | Maximilian Nagl   | Duitsland        |
| 4   | Ken De Dycker     | België           |
| 5   | Tim Ferry         | Verenigde Staten |
| 6   | Joshua Coppins    | Nieuw-Zeeland    |
| 7   | Julien Bill       | Zwitserland      |
| 8   | Chad Reed         | Australië        |
| 9   | Jonathan Barragán | Spanje           |
| 10  | Nicolas Aubin     | Frankrijk        |
| ... | ...               | ...              |
| 14  | Steve Ramon       | België           |
| ... | ...               | ...              |
| 37  | Herjan Brakke     | Nederland        |
| 38  | Marc de Reuver    | Nederland        |

### Eindstand
| 1  | Verenigde Staten    | 26 (1+1+5+9+10)    |
| 2  | Frankrijk           | 31 (1+2+7+10+11)   |
| 3  | België              | 41 (2+4+8+13+14)   |
| 4  | Verenigd Koninkrijk | 42 (3+6+9+11+13)   |
| 5  | Italië              | 45 (3+5+11+12+14)  |
| 6  | Australië           | 55 (8+8+10+12+17)  |
| 7  | Spanje              | 58 (4+9+14+15+16)  |
| 8  | Nieuw-Zeeland       | 63 (4+6+7+21+25)   |
| 9  | Zwitserland         | 82 (5+7+18+21+31)  |
| 10 | Duitsland           | 96 (3+13+26+26+28) |